# Ben ter Veer

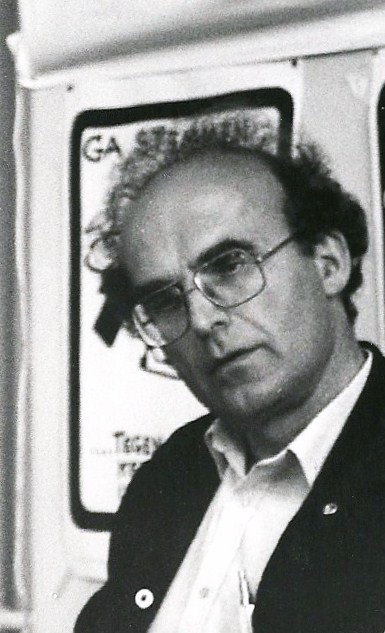
Ben ter Veer (1984)

Ben ter Veer (* 20. Dezember 1935; † 10. Oktober 2004) war ein niederländischer Psychologe und Friedensforscher. Bekannt wurde er 1977–1985 als Vorsitzender des Interkirchlichen Friedensrates (IKV) und Mitorganisator der niederländischen Friedensbewegung.
Ter Veer war als Vertreter der katholischen Friedensorganisation Pax Christi im IKV. Er war Mitarbeiter des Polemologischen Instituts der Rijksuniversiteit van Groningen. Im Juni 1981 verlas er auf dem Deutschen Evangelischen Kirchentag in Hamburg den Aufruf zur Friedensdemonstration im Bonner Hofgarten 1981.